# Antoñita Singla

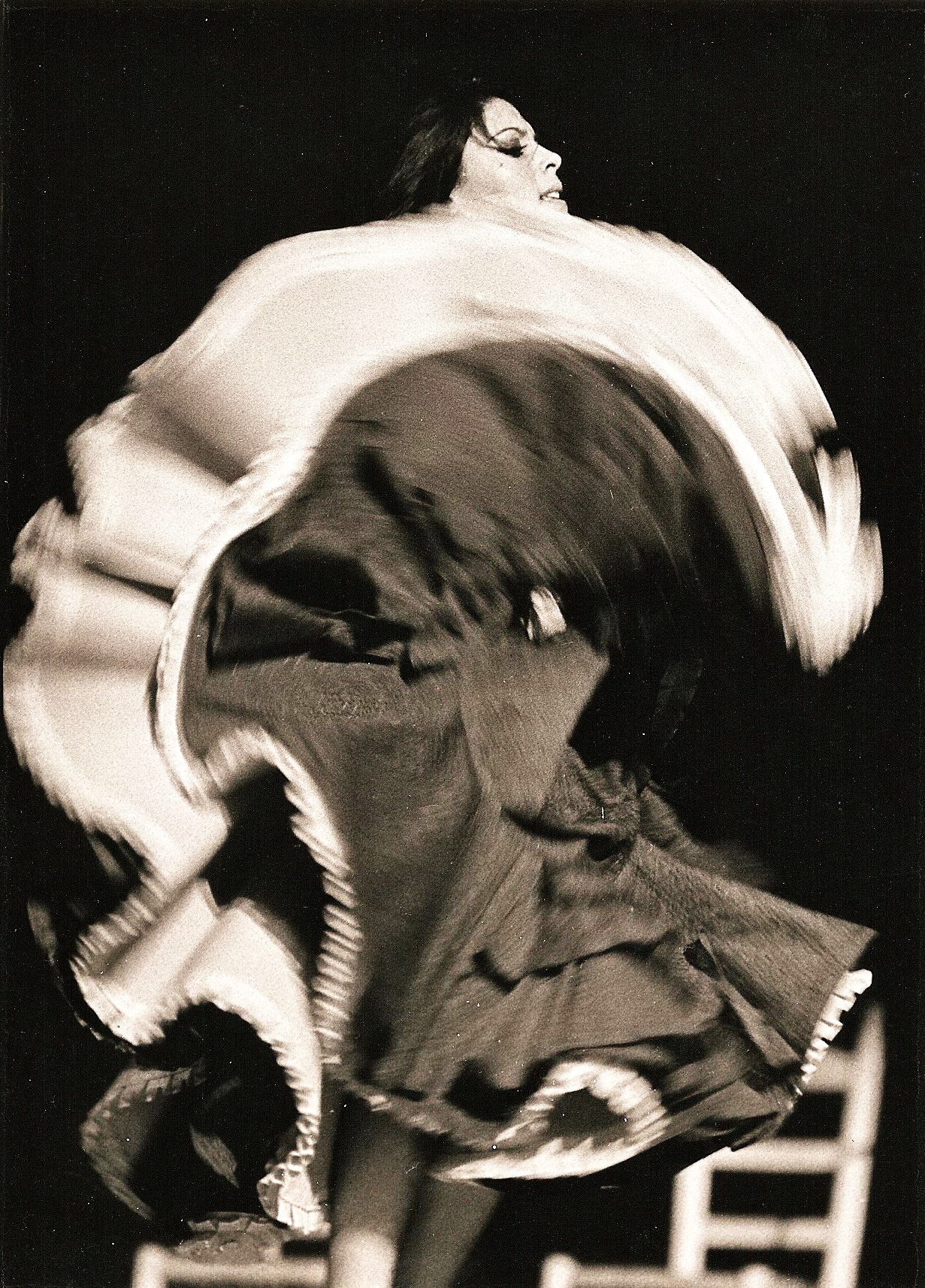
La Singla dancing

Antoñita Singla (nascida em 1948) atriz espanhola e dançarina de flamenco. Conhecida por suas danças dramáticas enquanto vestia calças. Ela frequentemente usava seu nome artístico: Antoñita La Singla ou somente "La Singla", mas, às vezes, é escrito como Antoñita Sigla.
Biografia
Antoñita Singla nasceu em 1948 em Barcelona, Espanha na vizinhança de Somorrosto de la Barcelotena. Ela teve uma doença desconhecida logo depois de nascer que a deixou surda e muda. Acredita-se que foi causada por meningite. Em 1968, ela recuperou parcialmente sua condição médica.
Singla estava no filme de 1963 "Los Tarantos", nomeado para o Oscar, com Carmen Amaya. O festival de turismo Flamenco Gitano na década de 1960 ajudou a lançar sua carreira internacional, no entanto, ela era mais popular fora da Espanha.
Atualmente, a dançarina mora em Santa Roc e Santa Coloma de Gramenet. Em abril de 2017, seu irmão, Juan Jose Singla, abriu um local de tablão em Barcelona em homenagem à sua irmã, o primeiro novo tablão a ser aberto em Barcelona em 30 anos.